# Беман Ельмар Карлович
Ельмар Карлович Беман (11 березня 1926, місто Москва, тепер Російська Федерація — 30 жовтня 1987, місто Рига, тепер Латвія) — латвійський радянський державний і комуністичний діяч, секретар ЦК КП Латвії, 1-й секретар ЦК ЛКСМ Латвії. Член ЦК Комуністичної партії Латвії, член Бюро ЦК КП Латвії з 1962 по 1981 рік. Депутат Верховної Ради Латвійської РСР 6-го, 9—10-го скликань. Депутат Верховної ради СРСР 4-го та 7—9-го скликань.

## Життєпис
Народився в родині робітників. Навчався в середній школі. У 1941 році вступив до комсомолу.
З 1941 року працював токарем-револьверником військового заводу Москви.
У 1944 році навчався на курсах радянських і партійних працівників при ЦК КП(б) Латвії в місті Кірові (РРФСР).
У 1944—1946 роках — інструктор, заступник завідувача відділу кадрів і організаційної роботи ЦК ЛКСМ Латвії.
Член ВКП(б) з 1945 року.
У 1946—1948 роках — слухач Центральної комсомольської школи при ЦК ВЛКСМ у Москві.
У 1948 році — заступник завідувача відділу кадрів і організаційної роботи ЦК ЛКСМ Латвії. У 1948—1949 роках — завідувач відділу студентської молоді ЦК ЛКСМ Латвії.
У 1949—1950 роках — інструктор відділу ЦК КП(б) Латвії.
У 1950 — квітні 1951 року — секретар ЦК ЛКСМ Латвії із кадрів.
28 квітня 1951 — 28 квітня 1958 року — 1-й секретар ЦК ЛКСМ Латвії.
У 1956 році закінчив заочне відділення Вищої партійної школи при ЦК КПРС.
18 квітня 1958 — 3 лютого 1960 року — секретар ЦК ВЛКСМ у Москві.
У 1960 — грудні 1962 року — завідувач відділу партійних органів ЦК КП Латвії.
20 грудня 1962 — 18 грудня 1965 року — секретар ЦК КП Латвії. Одночасно, голова Комітету партійно-державного контролю ЦК КП Латвії та Ради міністрів Латвійської РСР, заступник голови Ради міністрів Латвійської РСР.
У грудні 1965 — лютому 1980 року — голова Комітету народного контролю Латвійської РСР.
З лютого 1980 року — на пенсії. З 1981 року — завідувач відділу Президії Верховної ради Латвійської РСР.
Потім — персональний пенсіонер союзного значення в місті Ризі.
Помер 30 жовтня 1987 року в місті Ризі. Похований 5 листопада 1987 року на 1-му лісовому цвинтарі Риги.

## Нагороди
- орден Жовтневої Революції
- два ордени Трудового Червоного Прапора (1.03.1958,)
- орден «Знак Пошани»
- медалі